# Бетанкур, Ромуло
Ро́муло Бетанку́р (исп. Rómulo Ernesto Betancourt Bello; 22 февраля 1908 — 28 сентября 1981) — президент Венесуэлы в 1945—1948 и в 1959—1964 годах.

## Биография
Родился в городе Гуатира.
Будучи студентом, Бетанкур принял участие в демонстрации против диктатуры Висенте Гомеса и за это в феврале 1928 года был заключен в тюрьму. В 1930 году в Коста-Рике Бетанкур на короткий период вступил в коммунистическую партию, впоследствии он вышел из неё и стал антикоммунистом.
В 1936 году, после смерти Висенте Гомеса и с приходом к власти генерала Элеасара Лопеса Контрераса Бетанкур вернулся в Венесуэлу и в 1941 году основал оппозиционную реформистскую партию «Демократическое действие», став одним из её лидеров.
В октябре 1945 года Бетанкур участвовал в свержении генерала Исаяса Медины Ангариты, находившегося у власти с 1941 года. После государственного переворота его партия стала правящей, а Бетанкур был назначен президентом и был им до февраля 1948 года. В ноябре 1948 года в результате военного переворота к власти в Венесуэле пришел генерал Маркос Перес Хименес, свергнувший президента Венесуэлы Р. Гальегоса, который вступил в должность в феврале 1948 года Бетанкур эмигрировал.
В 1958 году после свержения в результате вооруженного восстания генерала М. Переса Хименеса Р. Бетанкур вернулся на родину и в феврале 1959 года снова стал президентом Венесуэлы. Он начал преобразования в стране: стал давать землю безземельным крестьянам, улучшил систему образования и социальной защиты, старался диверсифицировать экономику. В Венесуэле были предприняты новые шаги по усилению государственного контроля над углеводородными резервами страны, в апреле 1960 года учреждена государственная компания «Corporación Venezolana del Petróleo», в сентябре 1960 года правительство Р. Бетанкура стало соучредителем образования ОПЕК.
Р. Бетанкур отрицательно относился к диктатуре Рафаэля Трухильо в Доминиканской республике, но в то же время Бетанкур стоял на антикоммунистических позициях, занимал враждебную позицию к Кубе и странам социалистического блока. Выдвинул «доктрину Бетанкура», содержавшую призыв к латиноамериканским государствам не поддерживать дипломатических отношений с правительствами, пришедшими к власти недемократическим путём, имея в виду в том числе Кубу.
В 1962 году после попыток левых организовать восстания на флоте Бетанкур приостановил гражданские свободы в стране и арестовал коммунистов из конгресса (парламента). Бетанкур не стал выдвигать свою кандидатуру на следующих выборах. К власти в марте 1964 года пришёл Рауль Леони.
Умер 28 сентября 1981 года в Нью-Йорке.